# Harrisburg, South Dakota
Harrisburg är en ort i Lincoln County i delstaten South Dakota, USA.